# Doc Martin/Episodenliste
Diese Episodenliste enthält alle Episoden der britischen Dramedy Doc Martin, sortiert nach der britischen Erstausstrahlung. Die Fernsehserie umfasst zehn Staffeln mit 78 Episoden und einem Fernsehfilm.

## Übersicht
| Staffel | Episodenanzahl | Erstausstrahlung UK | Erstausstrahlung UK | Deutschsprachige Erstausstrahlung | Deutschsprachige Erstausstrahlung |
| Staffel | Episodenanzahl | Staffelpremiere     | Staffelfinale       | Staffelpremiere                   | Staffelfinale                     |
| ------- | -------------- | ------------------- | ------------------- | --------------------------------- | --------------------------------- |
| 1       | 6              | 2. September 2004   | 7. Oktober 2004     | 14. November 2016                 | 21. November 2016                 |
| 2       | 8              | 10. November 2005   | 5. Januar 2006      | 22. November 2016                 | 1. Dezember 2016                  |
| Film    | Film           | 25. Dezember 2006   | 25. Dezember 2006   | 4. Juli 2017                      | 4. Juli 2017                      |
| 3       | 7              | 24. September 2007  | 5. November 2007    | 2. Dezember 2016                  | 12. Dezember 2016                 |
| 4       | 8              | 20. September 2009  | 8. November 2009    | 9. Januar 2017                    | 16. Januar 2017                   |
| 5       | 8              | 12. September 2011  | 31. Oktober 2011    | 13. Februar 2017                  | 22. Februar 2017                  |
| 6       | 8              | 2. September 2013   | 21. Oktober 2013    | 13. März 2017                     | 22. März 2017                     |
| 7       | 8              | 7. September 2015   | 2. November 2015    | 23. März 2017                     | 3. April 2017                     |
| 8       | 8              | 20. September 2017  | 8. November 2017    | 22. März 2018                     | 2. April 2018                     |
| 9       | 8              | 25. September 2019  | 13. November 2019   | 5. November 2019                  | 17. Dezember 2019                 |

## Staffel 1
Die Erstausstrahlung der ersten Staffel war vom 2. September bis zum 7. Oktober 2004 auf dem britischen Sender ITV zu sehen. Die deutschsprachige Erstausstrahlung sendete der deutsche Pay-TV-Sender Sky 1 vom 14. bis zum 21. November 2016.
| Nr. (ges.) | Nr. (St.) | Deutscher Titel | Originaltitel                        | Erstausstrahlung UK | Deutschsprachige Erstausstrahlung (D) | Regie    | Drehbuch                      | Zuschauer (UK) |
| ---------- | --------- | --------------- | ------------------------------------ | ------------------- | ------------------------------------- | -------- | ----------------------------- | -------------- |
| 1          | 1         | Pilot           | Going Bodmin                         | 2. Sep. 2004        | 14. Nov. 2016                         | Ben Bolt | Dominic Minghella             | 9,93 Mio.      |
| 2          | 2         | Martins Praxis  | Gentlemen Prefer                     | 9. Sep. 2004        | 15. Nov. 2016                         | Ben Bolt | Dominic Minghella             | 8,98 Mio.      |
| 3          | 3         | Dumm gelaufen   | Sh*t Happens                         | 16. Sep. 2004       | 16. Nov. 2016                         | Ben Bolt | Dominic Minghella             | 8,91 Mio.      |
| 4          | 4         | Die Placebos    | The Portwenn Effect                  | 23. Sep. 2004       | 17. Nov. 2016                         | Ben Bolt | Dominic Minghella             | 9,31 Mio.      |
| 5          | 5         | Der Liebhaber   | Of All the Harbours in All the Towns | 30. Sep. 2004       | 18. Nov. 2016                         | Ben Bolt | Kirstie Falkous & John Regier | 9,45 Mio.      |
| 6          | 6         | Die Außenseiter | Haemophobia                          | 7. Okt. 2004        | 21. Nov. 2016                         | Ben Bolt | Dominic Minghella             | 9,31 Mio.      |

## Staffel 2
Die Erstausstrahlung der zweiten Staffel war vom 10. November 2005 bis zum 5. Januar 2006 auf dem britischen Sender ITV zu sehen. Die deutschsprachige Erstausstrahlung sendete der deutsche Pay-TV-Sender Sky 1 vom 22. November bis zum 1. Dezember 2016.
| Nr. (ges.) | Nr. (St.) | Deutscher Titel         | Originaltitel     | Erstausstrahlung UK | Deutschsprachige Erstausstrahlung (D) | Regie        | Drehbuch                            | Zuschauer (UK) |
| ---------- | --------- | ----------------------- | ----------------- | ------------------- | ------------------------------------- | ------------ | ----------------------------------- | -------------- |
| 7          | 1         | Alt, aber oho!          | Old Dogs          | 10. Nov. 2005       | 22. Nov. 2016                         | Ben Bolt     | Dominic Minghella & Edana Minghella | 8,86 Mio.      |
| 8          | 2         | Keiner hört auf den Doc | In Loco           | 17. Nov. 2005       | 23. Nov. 2016                         | Ben Bolt     | Richard Stoneman                    | 8,19 Mio.      |
| 9          | 3         | Die Kräuterhexe         | Blood Is Thicker  | 24. Nov. 2005       | 24. Nov. 2016                         | Ben Bolt     | Jack Lothian                        | 9,26 Mio.      |
| 10         | 4         | Die Aromatherapie       | Aromatherapy      | 1. Dez. 2005        | 25. Nov. 2016                         | Ben Bolt     | Dominic Minghella & Edana Minghella | 8,99 Mio.      |
| 11         | 5         | Zwangsneurose           | Always on My Mind | 8. Dez. 2005        | 28. Nov. 2016                         | Ben Bolt     | Richard Stoneman                    | 8,56 Mio.      |
| 12         | 6         | Spätes Baby-Glück       | The Family Way    | 15. Dez. 2005       | 29. Nov. 2016                         | Ben Bolt     | Dominic Minghella & Edana Minghella | 8,83 Mio.      |
| 13         | 7         | Das Waldabenteuer       | Out of the Woods  | 22. Dez. 2005       | 30. Nov. 2016                         | Minkie Spiro | Jack Lothian                        | 8,11 Mio.      |
| 14         | 8         | Erotomania              | Erotomania        | 5. Jan. 2006        | 1. Dez. 2016                          | Minkie Spiro | Dominic Minghella & Edana Minghella | 8,60 Mio.      |

## Film
Die Erstausstrahlung des Fernsehfilms war am 25. Dezember 2006 auf dem britischen Sender ITV zu sehen. Die deutschsprachige Erstausstrahlung sendete der deutsche Pay-TV-Sender Sky 1 am 4. Juli 2017.
| Nr. | Deutscher Titel        | Originaltitel | Erstausstrahlung UK | Deutschsprachige Erstausstrahlung (D) | Regie    | Drehbuch     | Zuschauer (UK) |
| --- | ---------------------- | ------------- | ------------------- | ------------------------------------- | -------- | ------------ | -------------- |
| 1   | Am Rande des Wahnsinns | On the Edge   | 25. Dez. 2006       | 4. Juli 2017                          | Ben Bolt | Jack Lothian | 5,88 Mio.      |

## Staffel 3
Die Erstausstrahlung der dritten Staffel war vom 24. September bis zum 5. November 2007 auf dem britischen Sender ITV zu sehen. Die deutschsprachige Erstausstrahlung sendete der deutsche Pay-TV-Sender Sky 1 vom 2. bis zum 12. Dezember 2016.
| Nr. (ges.) | Nr. (St.) | Deutscher Titel                       | Originaltitel             | Erstausstrahlung UK | Deutschsprachige Erstausstrahlung (D) | Regie    | Drehbuch         | Zuschauer (UK) |
| ---------- | --------- | ------------------------------------- | ------------------------- | ------------------- | ------------------------------------- | -------- | ---------------- | -------------- |
| 15         | 1         | Die falschen Tabletten                | The Apple Doesn’t Fall    | 24. Sep. 2007       | 2. Dez. 2016                          | Ben Bolt | Richard Stoneman | 8,10 Mio.      |
| 16         | 2         | Berts Neuanfang                       | Movement                  | 1. Okt. 2007        | 5. Dez. 2016                          | Ben Bolt | Nick Vivian      | 8,58 Mio.      |
| 17         | 3         | Nachbarschaftsliebe                   | City Slickers             | 8. Okt. 2007        | 6. Dez. 2016                          | Ben Bolt | Richard Stoneman | 8,84 Mio.      |
| 18         | 4         | Der Verehrer                          | The Admirer               | 15. Okt. 2007       | 7. Dez. 2016                          | Ben Bolt | Jack Lothian     | 8,81 Mio.      |
| 19         | 5         | Der Heiratsantrag                     | The Holly Bears a Prickle | 22. Okt. 2007       | 8. Dez. 2016                          | Ben Bolt | Ben Bolt         | 9,21 Mio.      |
| 20         | 6         | Ein bronchopulmonaler Aspergillus     | Nowt So Queer             | 29. Okt. 2007       | 9. Dez. 2016                          | Ben Bolt | Keith Temple     | 9,92 Mio.      |
| 21         | 7         | Alles geschafft und doch kein Ja-Wort | Happily Ever After        | 5. Nov. 2007        | 12. Dez. 2016                         | Ben Bolt | Jack Lothian     | 10,37 Mio.     |

## Staffel 4
Die Erstausstrahlung der vierten Staffel war vom 20. September bis zum 8. November 2009 auf dem britischen Sender ITV zu sehen. Die deutschsprachige Erstausstrahlung sendete der deutsche Pay-TV-Sender Sky 1 vom 9. bis zum 16. Januar 2017.
| Nr. (ges.) | Nr. (St.) | Deutscher Titel     | Originaltitel            | Erstausstrahlung UK | Deutschsprachige Erstausstrahlung (D) | Regie        | Drehbuch         | Zuschauer (UK) |
| ---------- | --------- | ------------------- | ------------------------ | ------------------- | ------------------------------------- | ------------ | ---------------- | -------------- |
| 22         | 1         | Fehldiagnose        | Better the Devil         | 20. Sep. 2009       | 9. Jan. 2017                          | Ben Bolt     | Jack Lothian     | 8,30 Mio.      |
| 23         | 2         | Ein verwirrter Kopf | Uneasy Lies the Head     | 27. Sep. 2009       | 10. Jan. 2017                         | Ben Bolt     | Ben Bolt         | 8,03 Mio.      |
| 24         | 3         | Sam, der Maler      | Perish Together as Fools | 4. Okt. 2009        | 11. Jan. 2017                         | Ben Bolt     | Richard Stoneman | 8,71 Mio.      |
| 25         | 4         | Peripheres Sehen    | Driving Mr. McIynn       | 11. Okt. 2009       | 12. Jan. 2017                         | Minkie Spiro | Richard Stoneman | 9,21 Mio.      |
| 26         | 5         | Amöbiasis           | The Departed             | 18. Okt. 2009       | 13. Jan. 2017                         | Minkie Spiro | Jack Lothian     | 9,49 Mio.      |
| 27         | 6         | Toxoplasmose        | Midwife Crisis           | Okt. 2009           | 13. Jan. 2017                         | Ben Bolt     | Ben Bolt         | 9,23 Mio.      |
| 28         | 7         | Bitte nicht stören  | Do Not Disturb           | 1. Nov. 2009        | 16. Jan. 2017                         | Ben Bolt     | Richard Stoneman | 9,95 Mio.      |
| 29         | 8         | In letzter Sekunde  | The Wrong Goodbye        | 8. Nov. 2009        | 16. Jan. 2017                         | Ben Bolt     | Jack Lothian     | 10,28 Mio.     |

## Staffel 5
Die Erstausstrahlung der fünften Staffel war vom 12. September bis zum 31. Oktober 2011 auf dem britischen Sender ITV zu sehen. Die deutschsprachige Erstausstrahlung sendete der deutsche Pay-TV-Sender Sky 1 vom 13. bis zum 22. Februar 2017.
| Nr. (ges.) | Nr. (St.) | Deutscher Titel                     | Originaltitel        | Erstausstrahlung UK | Deutschsprachige Erstausstrahlung (D) | Regie     | Drehbuch                        | Zuschauer (UK) |
| ---------- | --------- | ----------------------------------- | -------------------- | ------------------- | ------------------------------------- | --------- | ------------------------------- | -------------- |
| 30         | 1         | Die neue Ärztin                     | Preserve the Romance | 12. Sep. 2011       | 13. Feb. 2017                         | Ben Bolt  | Ben Bolt                        | 10,24 Mio.     |
| 31         | 2         | Aufgeschoben ist nicht aufgehoben   | Dry Your Tears       | 19. Sep. 2011       | 14. Feb. 2017                         | Ben Bolt  | Richard Stoneman                | 10,66 Mio.     |
| 32         | 3         | Mit dem Gewehr geboren              | Born with a Shotgun  | 26. Sep. 2011       | 15. Feb. 2017                         | Ben Bolt  | Jack Lothian                    | 10,37 Mio.     |
| 33         | 4         | Unter Verdacht                      | Mother Knows Best    | 3. Okt. 2011        | 16. Feb. 2017                         | Ben Bolt  | Chris Hurford & Tom Butterworth | 10,43 Mio.     |
| 34         | 5         | Erinnere dich an mich               | Remember Me          | 10. Okt. 2011       | 17. Feb. 2017                         | Paul Seed | Jack Lothian                    | 10,66 Mio.     |
| 35         | 6         | Geh bitte nicht                     | Don’t Let Go         | 17. Okt. 2011       | 20. Feb. 2017                         | Ben Bolt  | Chris Hurford & Tom Butterworth | 10,86 Mio.     |
| 36         | 7         | Haie und Katzen                     | Cats & Sharks        | 24. Okt. 2011       | 21. Feb. 2017                         | Paul Seed | Richard Stoneman                | 10,92 Mio.     |
| 37         | 8         | Und wenn sie nicht gestorben sind … | Ever After           | 31. Okt. 2011       | 22. Feb. 2017                         | Ben Bolt  | Jack Lothian                    | 10,65 Mio.     |

## Staffel 6
Die Erstausstrahlung der sechsten Staffel war vom 2. September bis zum 21. Oktober 2013 auf dem britischen Sender ITV zu sehen. Die deutschsprachige Erstausstrahlung sendete der deutsche Pay-TV-Sender Sky 1 vom 13. bis zum 22. März 2017.
| Nr. (ges.) | Nr. (St.) | Deutscher Titel             | Originaltitel                  | Erstausstrahlung UK | Deutschsprachige Erstausstrahlung (D) | Regie      | Drehbuch         | Zuschauer (UK) |
| ---------- | --------- | --------------------------- | ------------------------------ | ------------------- | ------------------------------------- | ---------- | ---------------- | -------------- |
| 38         | 1         | In Krankheit und Gesundheit | Sickness and Health            | 2. Sep. 2013        | 13. März 2017                         | Nigel Cole | Jack Lothian     | 9,51 Mio.      |
| 39         | 2         | Die Dinner-Gäste            | Guess Who’s Coming to Dinner?  | 9. Sep. 2013        | 14. März 2017                         | Nigel Cole | Ben Bolt         | 9,05 Mio.      |
| 40         | 3         | Die Zähmung des Wolfes      | The Tameness of a Wolf         | 16. Sep. 2013       | 15. März 2017                         | Nigel Cole | Richard Stoneman | 8,36 Mio.      |
| 41         | 4         | Niemand mag mich            | Nobody Likes Me                | 23. Sep. 2013       | 16. März 2017                         | Paul Seed  | Charlie Martin   | 8,89 Mio.      |
| 42         | 5         | Das Überlebenstraining      | The Practice Around the Corner | 30. Sep. 2013       | 17. März 2017                         | Paul Seed  | Julian Unthank   | 9,17 Mio.      |
| 43         | 6         | Falscher Alarm              | Hazardous Exposure             | 7. Okt. 2013        | 20. März 2017                         | Paul Seed  | Charlie Martin   | 9,09 Mio.      |
| 44         | 7         | Glück und Unglück           | Listen with Mother             | 14. Okt. 2013       | 21. März 2017                         | Nigel Cole | Richard Stoneman | 8,58 Mio.      |
| 45         | 8         | In letzter Minute           | Departure                      | 21. Okt. 2013       | 22. März 2017                         | Nigel Cole | Jack Lothian     | 9,07 Mio.      |

## Staffel 7
Die Erstausstrahlung der siebten Staffel war vom 7. September bis zum 2. November 2015 auf dem britischen Sender ITV zu sehen. Die deutschsprachige Erstausstrahlung sendete der deutsche Pay-TV-Sender Sky 1 vom 23. März bis zum 3. April 2017.
| Nr. (ges.) | Nr. (St.) | Deutscher Titel             | Originaltitel                   | Erstausstrahlung UK | Deutschsprachige Erstausstrahlung (D) | Regie          | Drehbuch                      | Zuschauer (UK) |
| ---------- | --------- | --------------------------- | ------------------------------- | ------------------- | ------------------------------------- | -------------- | ----------------------------- | -------------- |
| 46         | 1         | Rette mich                  | Rescue Me                       | 7. Sep. 2015        | 23. März 2017                         | Nigel Cole     | Jack Lothian                  | 6,64 Mio.      |
| 47         | 2         | Die ersten Gäste            | The Shock of the New            | 14. Sep. 2015       | 24. März 2017                         | Nigel Cole     | Julian Unthank                | 7,33 Mio.      |
| 48         | 3         | Es ist gut zu reden         | It’s Good to Talk               | 21. Sep. 2015       | 27. März 2017                         | Nigel Cole     | Charlie Martin & Jack Lothian | 6,72 Mio.      |
| 49         | 4         | Bildung                     | Education, Education, Education | 28. Sep. 2015       | 28. März 2017                         | Charles Palmer | Richard Stoneman              | 8,26 Mio.      |
| 50         | 5         | Control-Alt-Delete          | Control-Alt-Delete              | 5. Okt. 2015        | 29. März 2017                         | Charles Palmer | Julian Unthank                | 8,06 Mio.      |
| 51         | 6         | Die Kinder der Anderen      | Other People’s Children         | 19. Okt. 2015       | 30. März 2017                         | Ben Gregor     | Julian Unthank                | 7,82 Mio.      |
| 52         | 7         | Die amerikanische Touristin | Facta Non Verba                 | 26. Okt. 2015       | 31. März 2017                         | Ben Gregor     | Richard Stoneman              | 8,04 Mio.      |
| 53         | 8         | Doc Martin ist weg          | The Doctor Is Out               | 2. Nov. 2015        | 3. Apr. 2017                          | Ben Gregor     | Jack Lothian                  | 8,03 Mio.      |

## Staffel 8
Die Erstausstrahlung der achten Staffel war vom 20. September bis zum 8. November 2017 auf dem britischen Sender ITV zu sehen. Die deutschsprachige Erstausstrahlung sendete der deutsche Pay-TV-Sender Sky 1 vom 22. März bis zum 2. April 2018.
| Nr. (ges.) | Nr. (St.) | Deutscher Titel           | Originaltitel            | Erstausstrahlung UK | Deutschsprachige Erstausstrahlung (D) | Regie       | Drehbuch          | Zuschauer (UK) |
| ---------- | --------- | ------------------------- | ------------------------ | ------------------- | ------------------------------------- | ----------- | ----------------- | -------------- |
| 54         | 1         | Gottes Wege               | Mysterious Ways          | 20. Sep. 2017       | 22. März 2018                         | Nigel Cole  | Jack Lothian      | 7,65 Mio.      |
| 55         | 2         | Die Sünden der Väter      | Sons and Lovers          | 27. Sep. 2017       | 23. März 2018                         | Nigel Cole  | Richard Stoneman  | 7,23 Mio.      |
| 56         | 3         | Lebwohl, mein Liebling    | Farewell, My Lovely      | 4. Okt. 2017        | 26. März 2018                         | Nigel Cole  | Julian Unthank    | 7,18 Mio.      |
| 57         | 4         | Die Wunderheilung         | Faith                    | 11. Okt. 2017       | 27. März 2018                         | Stuart Orme | Colin Bateman     | 7,35 Mio.      |
| 58         | 5         | Kindermund                | From the Mouths of Babes | 18. Okt. 2017       | 28. März 2018                         | Stuart Orme | Andrew Rattenbury | 7,62 Mio.      |
| 59         | 6         | Der einsame Sheriff       | Accidental Hero          | 25. Okt. 2017       | 29. März 2018                         | Stuart Orme | Julian Unthank    | 7,26 Mio.      |
| 60         | 7         | Eine schwierige Patientin | Blade on the Feather     | 1. Nov. 2017        | 30. März 2018                         | Nigel Cole  | Richard Stoneman  | 7,25 Mio.      |
| 61         | 8         | Auf der Anklagebank       | All My Trials            | 8. Nov. 2017        | 2. Apr. 2018                          | Nigel Cole  | Jack Lothian      | 7,73 Mio.      |

## Staffel 9
Die Erstausstrahlung der neunten Staffel war vom 25. September bis zum 13. November 2019 auf dem britischen Sender ITV zu sehen. Die deutschsprachige Erstausstrahlung sendete der deutsche Pay-TV-Sender Sky 1 vom 5. November bis zum 17. Dezember 2019.
| Nr. (ges.) | Nr. (St.) | Deutscher Titel                | Originaltitel        | Erstausstrahlung UK | Deutschsprachige Erstausstrahlung (D) | Regie          | Drehbuch           | Zuschauer (UK) |
| ---------- | --------- | ------------------------------ | -------------------- | ------------------- | ------------------------------------- | -------------- | ------------------ | -------------- |
| 62         | 1         | Auf zum Leuchtturm             | To the Lighthouse    | 25. Sep. 2019       | 5. Nov. 2019                          | Nigel Cole     | Jack Lothian       | 6,58 Mio.      |
| 63         | 2         | Das Einzelkind-Syndrom         | The Shock of the New | 2. Okt. 2019        | 5. Nov. 2019                          | Nigel Cole     | Aschlin Ditta      | 6,59 Mio.      |
| 64         | 3         | Noch mehr Überraschungen       | S.W.A.L.K.           | 9. Okt. 2019        | 12. Nov. 2019                         | Nigel Cole     | Julian Unthank     | 6,44 Mio.      |
| 65         | 4         | So tun als ob                  | Paint It Black       | 16. Okt. 2019       | 19. Nov. 2019                         | Charles Palmer | Andrew Rattenbury  | 6,39 Mio.      |
| 66         | 5         | Camping und andere Hindernisse | Wild West Country    | 23. Okt. 2019       | 16. Nov. 2019                         | Charles Palmer | Alastair Galbraith | 6,51 Mio.      |
| 67         | 6         | Zeit der Neulinge              | Equilibrium          | 30. Okt. 2019       | 3. Dez. 2019                          | Charles Palmer | Chris Reddy        |                |
| 68         | 7         | Louisas Doppelgängerin         | Single White Bevy    | 6. Nov. 2019        | 10. Dez. 2019                         | Nigel Cole     | Julian Unthank     |                |
| 69         | 8         | Ein letzter Test               | Licence to Practice  | 13. Nov. 2019       | 17. Dez. 2019                         | Nigel Cole     | Jack Lothian       |                |

## Staffel 10
Die Erstausstrahlung der zehnten Staffel war vom 7. September bis zum 25. Dezember 2022 auf dem britischen Sender ITV zu sehen. Die deutschsprachige Erstausstrahlung sendete der deutsche Pay-TV-Sender Sky 1 vom 24. Dezember bis zum 27. Dezember 2022.
| Nr. (ges.) | Nr. (St.) | Deutscher Titel                      | Originaltitel                    | Erstausstrahlung UK | Deutschsprachige Erstausstrahlung (D) | Regie          | Drehbuch                                       | Zuschauer (UK) |
| ---------- | --------- | ------------------------------------ | -------------------------------- | ------------------- | ------------------------------------- | -------------- | ---------------------------------------------- | -------------- |
| 70         | 1         | Späte Einsicht                       | I Will Survive                   | 7. Sep. 2022        | 24. Dez. 2022                         | Nigel Cole     | Dominic Minghella, Mark Crowdy, Craig Ferguson |                |
| 71         | 2         | Eine Kette unerklärlicher Ereignisse | One Night Only                   | 14. Sep. 2022       | 24. Dez. 2022                         | Philip John    | Dominic Minghella, Mark Crowdy, Craig Ferguson |                |
| 72         | 3         | Überleben in Portwenn                | How Long Has This Been Going On? | 21. Sep. 2022       | 25. Dez. 2022                         | Kate Cheeseman | Dominic Minghella, Mark Crowdy, Craig Ferguson |                |
| 73         | 4         | Die Kräuterfrau                      | Everlasting Love                 | 28. Sep. 2022       | 25. Dez. 2022                         | Philip John    | Dominic Minghella, Mark Crowdy, Craig Ferguson |                |
| 74         | 5         | Verpasste Chancen                    | Fly Me To The Moon               | 5. Okt. 2022        | 26. Dez. 2022                         | Kate Cheeseman | Dominic Minghella, Mark Crowdy, Craig Ferguson |                |
| 75         | 6         | Im akademischen Rampenlicht          | Return To Sender                 | 12. Okt. 2022       | 26. Dez. 2022                         | Kate Cheeseman | Dominic Minghella, Mark Crowdy, Craig Ferguson |                |
| 76         | 7         | Die Entscheidung                     | Love Will Set You Free           | 19. Okt. 2022       | 27. Dez. 2022                         | Nigel Cole     | Dominic Minghella, Mark Crowdy, Craig Ferguson |                |
| 77         | 8         | Unterdrückte Gefühle                 | Our Last Summer                  | 26. Okt. 2022       | 27. Dez. 2022                         | Nigel Cole     | Dominic Minghella, Mark Crowdy, Craig Ferguson |                |
| 78         | 9         | Noch einmal Weihnachten in Portwenn  | Last Christmas In Portwenn       | 25. Dez. 2022       | 27. Dez. 2022                         | Jack Lothian   | Dominic Minghella, Mark Crowdy, Craig Ferguson |                |